# Durchholzen
Durchholzen ist ein Dorf in der Gemeinde Walchsee in Tirol und hat 582 Einwohner (Stand 1. Jänner 2024).

## Geografie
Durchholzen liegt rund 3 km südwestlich des Gemeindehauptortes Walchsee auf einer Höhe von 691 m ü. A.
Zur Ortschaft gehören neben dem Dorf Durchholzen der Weiler Seetal, die Rotte Sonnleiten, die Siedlung Liesfeld, sowie mehrere Einzelhöfe und Almen.
Straßenbezeichnungen im Ortsteil sind Durchholzen, Hochberg, Kaiserweg, Liesfeld, Lindenweg, Moosen und Sonnleiten.

## Geschichte
Durchholzen wird erstmals um 1141 anlässlich einer Besitzübertragung an das Kloster Wessobrunn als Durchholsen urkundlich genannt. Auch im ältesten bayerischen Herzogsurbar von 1231/34 ist der Wessobrunner Besitz zu Durchholtz bezeugt.

## Tourismus
Im Sommer sind die Sommerrodelbahn und ein Spielpark die touristischen Attraktionen des Ortes, im Winter das Skigebiet mit Liftanlagen am Zahmen Kaiser.